# Staulanzapass
Der Staulanzapass (ladinisch Forẑela Staulanẑa, italienisch Passo Staulanza) ist ein 1773 m s.l.m. hoher Gebirgspass in der italienischen Provinz Belluno, Region Venetien. 

## Lage und Umgebung
Der Staulanzapass befindet sich in den Dolomiten zwischen dem 2158 m hohen zur Civettagruppe gehörenden Crot im Westen und dem 3168 m hohen Monte Pelmo im Osten. Er verbindet  das Val di Zoldo im Süden mit dem Val Fiorentina im Norden.
Auf dem Pass befinden sich eine Raststätte und ein Parkplatz, von wo aus man Spaziergänge durch die Natur der Dolomiten machen kann, wie z. B. einen Ausflug zu dem Dinosaurierabdruck am Fuße des Pelmo, zu den nahegelegenen Käsereien oder für sportlichere Besucher eine Tour um den Pelmo herum oder gar zur Spitze.